# Bill Newton Dunn
William Newton Dunn (født 3. oktober 1941) er siden 1999 britisk medlem af Europa-Parlamentet, valgt for Liberal Democrats (indgår i parlamentsgruppen ALDE).